# Buchholz-Relais

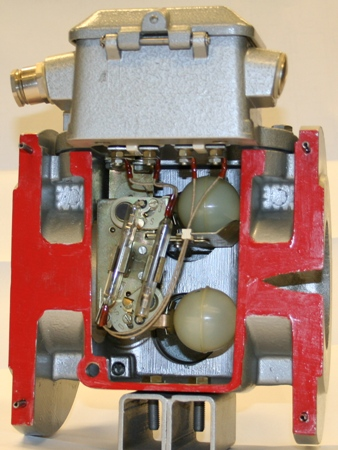
Schnittmodell eines Buchholz-Relais

Das Buchholz-Relais, auch Buchholzschutz genannt, ist eine elektrische Schutzeinrichtung in flüssigkeitsisolierten Leistungstransformatoren sowie Drosselspulen mit Ausdehnungsgefäß. Sie wurde 1921 von dem Ingenieur Max Buchholz entwickelt. Das Buchholz-Relais zeigt Fehler wie elektrische Kurzschlüsse, Windungsschlüsse oder auch Mangel an Transformatorenöl an. Bei kleineren Fehlern wird dieser Zustand nur gemeldet, die sogenannte Buchholzwarnung; bei stromstarken Fehlern wie zum Beispiel Kurzschlüssen werden der Transformator oder die Drosselspule im Rahmen der Buchholzauslösung automatisch abgeschaltet, um einer Zerstörung vorzubeugen.

## Wirkungsweise
In flüssigkeitsgekühlten Transformatoren führen Isolationsfehler oder starke Überlast schon frühzeitig zu einer örtlichen Überhitzung, die eine Gasentwicklung im Transformator verursacht. Die Gasblasen sammeln sich im oberen Teil des Gehäuses und verdrängen die Isolierflüssigkeit. Bei kleinen Fehlern senkt sich dadurch ein Schwimmer und ein Schalter wird betätigt, der den Fehler meldet. Bei großen Fehlern entsteht ein plötzlicher Überdruck, der eine starke Isolierflüssigkeitsströmung hervorruft. Dadurch wird mit Hilfe einer Stauklappe ein Schalter geschlossen, der den Transformator sofort abschaltet und so vor weiteren Schädigungen schützt. Dieser Schalter schaltet zudem, wenn sich zu viel Gas im Relais ansammelt bzw. ein zu großer Ölverlust auftritt.
Das Buchholzrelais befindet sich üblicherweise in der Rohrleitung zum Ausdehnungsgefäß. Meistens haben die Buchholzrelais am oberen Deckel des Gehäuses einen Anschluss für eine Kupferrohrleitung, die wiederum weiter verlegt wird an einen Ort am Transformator, der von außen ohne Gefahr zugänglich ist. Dort kann von dem Betreiber des Transformators von Zeit zu Zeit eine Gasanalyse entnommen werden. Mit Hilfe der Gasanalyse kann festgestellt werden, welcher Isolierstoff im Transformator gegast hat. Zusätzlich dient dieses Ventil zur Ölprobenentnahme. Durch ein verbundenes Gasentnahmegerät kann die Kontrolle auch vom Boden her gemacht werden. Je nach Anforderung verfügt das Buchholz-Relais über einen Flansch- bzw. Gewindeanschluss. Das klassische Buchholz-Relais muss mit den Anforderungen der EN 50216-2-Norm übereinstimmen. Die EN50216-2-Norm ersetzt die alte DIN 42566:1989-03. Je nach Anforderung ist das Buchholz-Relais mit bis zu vier (2 je Schwimmer) Öffner- oder Wechselschaltern ausgestattet, die entweder ein Alarmsignal senden oder für das Abschalten des Transformators sorgen. Bei neueren Buchholz-Relais wird die Schwimmerbewegung mittels Magneten und Reedschaltern übertragen, um eine exakte Schaltung garantieren zu können. Es befindet sich jeweils ein Magnet in einem Schwimmer.
Das Buchholz-Relais zählt in elektrischen Energieversorgungssystemen zu dem Bereich des Netzschutzes.

## Fachliteratur
- Günter Springer: Fachkunde Elektrotechnik. 18. Auflage, Verlag - Europa - Lehrmittel, Wuppertal, 1989, ISBN 3-8085-3018-9
- Réne Flosdorff, Günther Hilgarth: Elektrische Energieverteilung. 4. Auflage, Verlag B.G. Teubner, 1982, ISBN 3-519-36411-5
- Gerhard Kiefer, Herbert Schmolke: VDE 0100 und die Praxis, Wegweiser für Anfänger und Profis. 14. Auflage. VDE Verlag GmbH, Berlin, Offenbach 2011, ISBN 978-3-8007-3284-5, S. 492, 493.